# Brinckochrysa cardaleae
Brinckochrysa cardaleae is een insect uit de familie van de gaasvliegen (Chrysopidae), die tot de orde netvleugeligen (Neuroptera) behoort. 
Brinckochrysa cardaleae is voor het eerst wetenschappelijk beschreven door New in 1980.